# دوزهد
دوزهد (روسی: Дождь؛ IPA: [ˈdoʂtʲ] ()) شرکت رسانه‌ای روس است، که در سال ۲۰۰۸ تأسیس شد.